# Alimata Salembéré Ouédraogo
 (octobre 2024).
Alimata Salembéré Ouédraogo,,, est née le 9 novembre 1942 à Bobo-Dioulasso au Burkina Faso. Elle est réalisatrice-productrice burkinabaise, mariée, mère de 5 enfants.

## Biographie

### Formation
Alimata Salembéré Ouédraogo est titulaire d’une licence en lettres modernes et d’un diplôme professionnel de réalisateur-producteur en TV. Femme au parcours professionnel bien rempli, elle a fait ses premiers pas comme journaliste-reporter à la Radio-télévision du Burkina Faso, présentatrice du journal télévisé, puis chef des programmes de la TV nationale du Burkina Faso et puis d’ attachée de presse à l’Organisation Commune Africaine et Mauricienne (OCAM, à Bangui RCA), de Secrétaire Général du FESPACO, d’attachée de presse à l’Ambassade du Burkina Faso à Paris, de Ministre de la Culture du BF, de Directrice générale de la culture et de la communication à l’Agence de Coopération culturelle et technique (ACCT, actuelle Organisation Internationale de la Francophonie: OIF). Elle est membre fondateur du Festival Panafricain du Cinéma de Ouagadougou (FESPACO, en 1969), et également membre fondateur du Zonta Club ( « Club service » de femmes) de Ouagadougou, du Réseau international francophone des aînés (RIFA), du Réseau Francophone pour l’Egalité Femme-Homme. (RF EFH).

## Distinctions honorifiques
- Grand Officier de l’ordre de l’Etalon;
- Commandeur de l’ordre du mérite des Arts, des Lettres et de la Communication (Burkina Faso)[4];
- Commandeur de l’ordre de la Pléiade, ordre de la Francophonie et du dialogue des cultures;
- Commandeur de l’ordre national de Côte d’Ivoire;
- Chevalier des Arts et Lettres de la République Française;
- distinction honorifique de l’UNESCO.